# Ean Lewis
Ean „Gato” Lewis Sr. (ur. 25 lutego 1991 w Dangridze) – belizeński piłkarz występujący na pozycji środkowego pomocnika, reprezentant kraju, obecnie zawodnik Belize Defence Force.

## Kariera klubowa
Lewis pochodzi z miasta Dangriga i w młodości grał w tamtejszej drużynie New Site FC. Początkowo występował jako napastnik, zaś później został przekwalifikowany na pozycję środkowego pomocnika. W lidze belizeńskiej zadebiutował w barwach lokalnego klubu Wagiya FC. Stamtąd przeniósł się do wyżej notowanego Belize Defence Force FC, z którym wywalczył dwa wicemistrzostwa Belize (2016/2017 Opening, 2017/2018 Closing).

## Kariera reprezentacyjna
W seniorskiej reprezentacji Belize Lewis zadebiutował za kadencji selekcjonera Vincenzo Alberto Annese, 30 sierpnia 2019 w zremisowanym 1:1 meczu towarzyskim z Saint Vincent i Grenadynami. Premierowego gola w drużynie narodowej strzelił 14 listopada tego samego roku w wygranym 2:0 spotkaniu z Gujaną Francuską w ramach Ligi Narodów CONCACAF.